# Onosma demawendicum
Onosma demawendicum är en strävbladig växtart som beskrevs av H. Riedl. Onosma demawendicum ingår i släktet Onosma och familjen strävbladiga växter. Inga underarter finns listade i Catalogue of Life.